# 安东内拉·德尔科雷
安东内拉·德尔科雷（義大利語：Antonella Del Core，1980年11月5日—），意大利排球运动员。她曾代表意大利参加2004年、2012年和2016年夏季奥林匹克运动会排球比赛，均未能收获奖牌。